# ببین مرا به چه کارهایی واداشتی
ببین مرا به چه کارهایی واداشتی آهنگی است که توسط تیلور سوئیفت خواننده و آهنگساز آمریکایی ضبط شده‌است و در ۲۴ اوت ۲۰۱۷ توسط بیگ مشین رکوردز منتشر شد، به عنوان تک آهنگ اصلی از آلبوم ششم استودیویی اعتبار(۲۰۱۷) سوئیفت این آهنگ را با تهیه‌کننده خود جک آنتونوف نوشت و تهیه کرد. «ببین مرا به چه کارهایی واداشتی» یک آهنگ دنس پاپ، الکتروپاپ و الکتروکلاش است که دارای شعرهایی دربارهٔ وقایع مختلف است که به شهرت سوئیفت کمک می‌کند. اعضای راست گفت فرد، ریچارد فیربراس، فرد فیربراس و راب منزولی اعتبار آهنگسازی را دریافت کردند زیرا قالب آن ملودی آهنگ سال ۱۹۹۱ "من خیلی جذاب هستم" را درگیر می‌کند. پس از یک سال وقفه عمومی توسط سوئیفت منتشر شد، چندین نشریه خاطرنشان کرده‌اند که این آهنگ یکی از خاطره انگیزترین بازگشت‌های موسیقی پاپ است که توسط موزیک ویدئوی همراه آن ساخته شده‌است.
با شکستن یک رشته رکورد، «ببین مرا به چه کارهایی واداشتی» پنجمین تک آهنگ شماره یک سوئیفت در بیلبورد هات ۱۰۰ آمریکا و یکی از غالب‌ترین بازدیدهای شماره یک در تاریخ نمودار بود. بیشترین تعداد استریم را در یک روز در اسپاتیفای جمع کرد و برای سه هفته متوالی در هات ۱۰۰ قرار گرفت. همچنین به ترتیب با ۲۵۳۰۰۰ دانلود آهنگ و ۸۴٫۴ میلیون پخش استریمی، در بالای جدول فروش آهنگ‌های دیجیتال بیلبورد و پخش استریمی آهنگ‌ها نمایان شد. این آهنگ در چندین کشور جهان از جمله استرالیا، کانادا، ایرلند، ژاپن، مالزی، نیوزیلند، فیلیپین، اسکاتلند و انگلستان در اولین مقام قرار گرفت. این ترانه منتقدان موسیقی را قطبی کرد، برخی از آنها تعریف جدید سوئیفت را تحسین کردند و آن را به عنوان بازگشت شدید تحسین کردند، در حالی که دیگران از تغییر سبک ناامید شدند.
اولین بار این موسیقی ویدیویی به کارگردانی جوزف کان در جوایز موسیقی جوایز موسیقی ام تی وی ۲۰۱۷، سه روز پس از انتشار آهنگ، ارائه شد. پس از انتشار در یوتوب، این موزیک ویدیو در ۲۴ ساعت اول خود ۴۳٫۲ میلیون بازدید به دست آورد و در آن زمان رکورد بیشترین بازدید در ۲۴ ساعت اول انتشار را شکست. همچنین رکورد ۲۴ ساعته وو را که اکنون توسط تک آهنگ "من!" سوئیفت در سال ۲۰۱۹ نگهداری می‌شود، شکست. این ویدئو مورد تحسین منتقدان قرار گرفت و توسط بیلبورد و رولینگ استون به عنوان یکی از بهترین موزیک ویدیوها در سال ۲۰۱۷ رتبه‌بندی شد. از ژوئیه ۲۰۱۸، «ببین مرا به چه کارهایی واداشتی» دارای مجوز ۴ × پلاتین توسط انجمن صنعت ضبط آمریکا برای بیش از ۴ میلیون واحد در ایالات متحده است. این ترانه همچنین در استرالیا، بلژیک، کانادا، دانمارک، ایتالیا، نیوزلند، لهستان و سوئد و همچنین در برزیل دارای گواهینامه‌های پلاتین یا چند الماس هست.

## اعتبارات و پرسنل
اعتبارات برگرفته از یادداشت‌های روی جلد آلبوم فیزیکی اعتبار است.
- تیلور سوئیفت – وکال، ترانه‌سرا، تهیه‌کننده
- جک آنتونوف – تهیه‌کننده، ترانه‌سرا، برنامه‌ریز، ساز
- ریچارد فربراس – ترانه‌سرا، درون‌یابی
- رایت سد فرد – ترانه‌سرا، درون‌یابی
- باب مانزولی – ترانه‌سرا، درون‌یابی
- لورا سیسک – مهندسی
- سربان گنیا – میکس
- جان هانس – مهندسی میکس
- رندی مریل – مسترینگ
- ایوان اسمیث – ساکسوفون
- ویکتوریا پارکر – ویولن
- فیلیپ ای. پترسون – ویولنسل

## چارت‌ها
| چارت (۲۰۱۷)                                     | بهترین موقعیت |
| ----------------------------------------------- | ------------- |
| بلژیک (اولتراتاپ ۵۰ فلاندرز)                    | ۴۷            |
| بلژیک (اولتراتیپ والونی)                        | ۱۸            |
| ۴۳                                              |               |
| ۲۴                                              |               |
| ۲۶                                              |               |
| ۴۳                                              |               |
| نیوزلند (انجمن صنعت ضبط نیوزیلند)               | ۱             |
| سوئد (Sverigetopplistan)                        | ۹             |
| بیلبورد هات ۱۰۰ ایالات متحده                    | ۷۷            |
| ۲۲                                              |               |
| ۴۰ تک‌آهنگ برتر بزرگسالان ایالات متحده (بیلبورد) | ۱۶            |
| ۴۰ آهنگ برتر جریان اصلی ایالات متحده (بیلبورد)  | ۲۱            |

## تاریخچه انتشار
| منطقه    | تاریخ       | قالب          | برچسب                 | منبع   |
| -------- | ----------- | ------------- | --------------------- | ------ |
| مختلف    | ۲۴ اوت ۲۰۱۷ | رسانه جاری    | بیگ مشین رکوردز       |        |
| مختلف    | ۲۵ اوت ۲۰۱۷ | دانلود موسیقی | بیگ مشین رکوردز       | [ ۱۰ ] |
| ایتالیا  | ۲۵ اوت ۲۰۱۷ | رادیو         | یونیورسال میوزیک گروپ | [ ۱۱ ] |
| بریتانیا | ۲۶ اوت ۲۰۱۷ | رادیو         | Virgin EMI            | [ ۱۲ ] |
| آمریکا   | ۲۹ اوت ۲۰۱۷ | رادیو         | بیگ ماشین             | [ ۱۳ ] |